# Les Économistes atterrés
Les Économistes atterrés est une association française créée le 22 février 2011 et regroupant des chercheurs, des universitaires et des experts en économie opposés à l'« orthodoxie néo-libérale ».

## Présentation
L'objet de l'association consiste à animer la réflexion collective et l'expression publique des économistes opposés à « l'orthodoxie néo-libérale »,.
Leur action se traduit par des publications (notes, articles, communiqués, livres) et des interventions lors de réunions publiques, dans les médias qui les sollicitent. Ils proposent des alternatives aux « politiques d'austérité ».
Pendant la campagne électorale de l'élection présidentielle française de 2017, les économistes atterrés critiquent les programmes d'Emmanuel Macron, Marine Le Pen et de François Fillon. L'association déclare toutefois ne soutenir aucun candidat. Selon le magazine Politis, elle salue certaines des propositions financières et monétaires de Benoît Hamon et Jean-Luc Mélenchon et applaudit « l’ambition commune de rompre avec les politiques d’austérité ». Le collectif avait prévenu qu'il pouvait « advenir que tel ou tel média les proclame « soutien » de l’un ou l’autre candidat » mais qu'il entendait seulement contribuer « au débat citoyen en discutant les propositions de politiques économiques » des différents candidats.
En 2017, certains membres figurent à titre individuel parmi les signataires d'une tribune d'économistes en faveur du programme de Jean-Luc Mélenchon,. Certains membres de l'association se revendiquent antilibéraux et anticapitalistes ou altermondialistes ; d'autres se situent plutôt dans la tradition keynesienne.

## Historique
Philippe Askenazy, Thomas Coutrot, André Orléan et Henri Sterdyniak publient en 2010 une tribune dans Le Monde, et publient le Manifeste d'économistes atterrés, dans lequel ils font une présentation critique de dix postulats inspirants, selon eux, les décisions des pouvoirs publics partout en Europe, et auxquels ils opposent vingt-deux contre-propositions.
L'association est créée début 2011 après le grand succès public de ce manifeste, signé par 630 économistes.

### Membres de l'association
Source.
- Philippe Abecassis
- Philippe Askenazy
- Federico Bassi
- Philippe Batifoulier
- Nicolas Bédu
- Mathieu Béraud
- Eric Berr
- Frédéric Boccara
- Mireille Bruyère
- David Cayla
- Léo Charles
- Pierre Concialdi
- Laurent Cordonnier
- Benjamin Coriat
- Nathalie Coutinet
- Thomas Coutrot
- Thomas Dallery
- Michel Dévoluy
- Jean-Paul Domin
- Cédric Durand
- Ali Douai
- Anne Eydoux
- Baptiste Françon
- Anne Fretel
- Philippe Guillaume
- Jean-Marie Harribey
- Michel Husson
- Sabina Issehnane
- Arthur Jatteau
- Esther Jeffers
- Michaël Lainé
- Dany Lang
- Marc Lavoie
- Philippe Légé
- Edwin Le Héron
- Frédéric Lordon
- Jonathan Marie
- Catherine Mathieu
- Quentin Monate
- Matthieu Montalban
- Virginie Monvoisin
- Léonard Moulin
- Anne Musson
- André Orléan
- Fabienne Orsi
- Roland Pérez
- Dominique Plihon
- Jean-François Ponsot
- Thomas Porcher
- Philippe Quirion
- Christophe Ramaux
- Damien Sauze
- Camille Signoretto
- Henri Sterdyniak
- Sébastien Villemot

## Critiques

### Le Négationnisme économique
Leur positionnement est sévèrement critiqué dans le livre de Pierre Cahuc et André Zylberberg Le Négationnisme économique : et comment s'en débarrasser (2016). Pour les auteurs de cet ouvrage, « l'économie est devenue une science expérimentale ». Comme dans les autres domaines de la science, par exemple la recherche médicale, l'analyse économique compare des groupes tests où une mesure est mise en œuvre avec des groupes témoins.
La science économique aurait donc permis, dans les dernières années ou les dernières décennies, de dégager certains principes qui présentent toutes les garanties scientifiques. Par exemple, au sujet de la politique des pôles de compétitivité, les études montrent que l'intervention des pouvoirs publics via la subvention et la sélection de projets spécifiques n'améliore pas véritablement les performances des entreprises.  Quant aux abaissements de charges, ils sont efficaces, mais à condition d'être concentrés au voisinage du salaire minimum.[pas clair]
Selon les auteurs, les études publiées dans des revues académiques, ayant subi un processus de relecture par les pairs, permettent, lorsqu'elles produisent des résultats convergents, de produire l'image la plus fiable sur l'état du monde. Le « négationnisme scientifique », notamment économique, est alors l'attitude de ceux qui s'opposent sans justification, selon les auteurs, à ces résultats, prétendant souvent s'opposer à la « pensée unique » ou mettre en lumière des failles de la recherche « orthodoxe ». Les auteurs précisent que « des résultats qui apparaissent pour la première fois dans des rapports ou des livres, même à gros tirage, n’ont aucune fiabilité ».
Les économistes atterrés répondent par le livre : Misère du scientisme en économie.
Dans le magazine Alternatives économiques, André Orléan critique le livre de Pierre Cahuc et André Zylberberg. Il estime que la science économique n'est pas devenue une science expérimentale. Par exemple, sur 187 articles publiés en 2013 dans le journal de l’American Economic Association, il en a compté « 7 pouvant être considérés comme utilisant – ou étant en lien – avec l’expérimentation aléatoire, soit 4 % ». Or, selon lui, Pierre Cahuc et André Zylberberg prennent en compte non seulement les « expérimentations aléatoires », qui sont limitées, car très coûteuses, mais également les études empiriques qui utilisent l'économétrie. Un deuxième argument d'André Orléan est que l'un des auteurs, Pierre Cahuc, est un économiste qui fait de la théorie, et un peu d'économétrie, donc pas d'expérimentation aléatoire. Or, comme le mentionne Jean Tirole dans un mémo dans Assumption in economics : « La théorie fournit le cadre conceptuel. C'est également la clé pour comprendre les données. Sans théorie – c'est-à-dire sans système d'interprétation – les données sont au mieux un ensemble d'observations et de corrélations intéressantes, sans implications claires pour la politique économique. Inversement, une théorie est enrichie de preuves empiriques, qui peuvent invalider ses hypothèses ou ses conclusions et peuvent ainsi l'améliorer ou la renverser. Ce travail empirique s'est étendu pour dominer l'économie dominante est en fait une bonne nouvelle pour la théorie, en raison de leur complémentarité ».
L'utilisation des méthodes d'expérimentation aléatoire en économie a été consacrée par la remise du « prix Nobel » d'économie 2019 à Esther Duflo, Abhijit Banerjee et Michael Kremer.

### Tentative de création de la section «Institutions, économie, territoire et sociétés»
En 2015, certains chercheurs en sciences sociales, notamment du groupe des économistes atterrés, souhaitaient la création au sein du Conseil national des universités (CNU) d'une section « Institutions, économie, territoire et sociétés ». Jean Tirole s'oppose à celle-ci dans une lettre ouverte à la ministre chargée de l'Enseignement supérieur, Najat Vallaud-Belkacem, dans laquelle il considère qu'elle serait « une catastrophe pour la visibilité et l’avenir de la recherche en sciences économiques dans notre pays ». Dans cette lettre, il écrit : « Il est indispensable que la qualité de la recherche soit évaluée sur la base de publications, forçant chaque chercheur à se confronter au jugement par les pairs. C’est le fondement même des progrès scientifiques dans toutes les disciplines. Chercher à se soustraire à ce jugement promeut le relativisme des connaissances, antichambre de l’obscurantisme. Les économistes autoproclamés « hétérodoxes » se doivent de respecter ce principe fondamental de la science. La création d’une nouvelle section du CNU vise à les soustraire à cette discipline ». La section en question n'est finalement pas créée.

## Publications
- Manifeste d'économistes atterrés : Crise et dettes en Europe : 10 fausses évidences, 22 mesures en débat pour sortir de l'impasse, Paris, Les Liens qui libèrent, 2011  (ISBN 978-2-918597-26-1)
- 20 ans d'aveuglement : l'Europe au bord du gouffre, Paris, Les Liens qui libèrent, 2011  (ISBN 978-2-918597-32-2)
- Changer d'économie ! : Nos propositions pour 2012, Paris, Les Liens qui libèrent, 2011  (ISBN 978-2-918597-44-5)
- L'Europe mal-traitée : Refuser le pacte budgétaire, ouvrir d'autres perspectives, Paris, Les Liens qui libèrent, 2012  (ISBN 979-10-209-0000-5)
- Changez l'Europe !, Paris, Les Liens qui libèrent, 2013  (ISBN 979-10-209-0040-1)
- Nouveau manifeste des économistes atterrés : 15 chantiers pour une autre économie, Paris, Les Liens qui libèrent, 2015  (ISBN 979-10-209-0139-2)
- Benjamin Coriat, Thomas Coutrot, Anne Eydoux, Agnès Labrousse, André Orléan, Misère du scientisme en économie, Éditions du Croquant, 2017  (ISBN 2365121217)
- Changer d'avenir ! : Réinventer le travail et le modèle économique, Paris, Les Liens qui libèrent, 2017  (ISBN 979-10-209-0493-5)
- Faut-il un revenu universel ?, en collaboration avec la Fondation Copernic, Ivry-sur-Seine, Les Éditions de l'Atelier & Les Éditions ouvrières, 2017  (ISBN 978-2-7082-4533-4)
- La monnaie. Un enjeu politique, Paris, Le Seuil, 2018  (ISBN 978-2757870532)
- Macron, un mauvais tournant, Paris, Les Liens qui libèrent, 2018  (ISBN 979-1020904768)
- La Dette publique : Précis d'économie citoyenne, Paris, Le Seuil, 2021  (ISBN 9782021470888)